# Ramón Romero Roa
 (septembre 2021).
Si vous disposez d'ouvrages ou d'articles de référence ou si vous connaissez des sites web de qualité traitant du thème abordé ici, merci de compléter l'article en donnant les références utiles à sa vérifiabilité et en les liant à la section « Notes et références ».
 (septembre 2021).
Pour les articles homonymes, voir Romero et Roa.
Ramón Romero Roa, né le 3 avril 1966 et mort le 23 juin 2021, est un homme politique paraguayen.

## Biographie
Il est né à Minga Guazú et a été membre de la Chambre des députés du Paraguay de 2013 jusqu’à sa mort survenue en 2021.
Il meurt le 23 juin 2021, de complications liées au Covid-19 à Asunción, durant la pandémie de COVID-19 au Paraguay.